# 小行星78578
小行星78578（78578 Donpettit）是一颗绕太阳运转的小行星，为主小行星带小行星。该小行星于2002年9月14日发现。
該小行星以美國太空人唐納德·皮迪特命名。

## 轨道参数
小行星78578的轨道半长轴为2.5773250 UA，离心率为0.036。